# La Méditerranéenne
La Méditerranéenne (it. Giro del Mediterraneo), fino al 2014 Tour Méditerranéen, è una corsa a tappe di ciclismo su strada che si svolge annualmente lungo la costa del mar Mediterraneo, dalla Catalogna, in Spagna alla Liguria, in Italia, passando per le regioni francesi della Linguadoca-Rossiglione e della Provenza-Alpi-Costa Azzurra. Dal 2005 fa parte del circuito UCI Europe Tour come gara di classe 2.1.

## Storia
La corsa sostituisce il Tour Méditerranéen, creato nel 1974 dall'ex ciclista vincitore del Tour de France 1966 Lucien Aimar. L'edizione 2015 del Tour Méditerranéen fu annullata a causa dei premi non pagati dell'edizione 2014.
Nel 2016 è stato sostituito con La Méditerranéenne, che si svolge nello stesso periodo, ma ha un nuovo organizzatore, l'Olympique Club d'Azur presieduto da Jean-Luc Wrobel.
L'edizione 2017, inizialmente ridotta a due sole tappe, non è stata disputata per ragioni di sicurezza.

## Formato
La durata complessiva della corsa era in genere di quattro tappe, tra le quali una cronometro individuale.

## Albo d'oro
Aggiornato all'edizione 2017.
| Anno               | Vincitore              | Secondo                | Terzo                  |
| Tour Méditerranéen | Tour Méditerranéen     | Tour Méditerranéen     | Tour Méditerranéen     |
| ------------------ | ---------------------- | ---------------------- | ---------------------- |
| 1974               | Charles Rouxel         | Cyrille Guimard        | Jacques Mourioux       |
| 1975               | Joseph Bruyère         | Bernard Labourdette    | Patrick Perret         |
| 1976               | Roy Schuiten           | Roland Salm            | Michel Laurent         |
| 1977               | Eddy Merckx            | Wilfried Wesemael      | Jean Chassang          |
| 1978               | Gerrie Knetemann       | Joseph Bruyère         | Jean-Luc Vandenbroucke |
| 1979               | Michel Laurent         | Gerrie Knetemann       | Jos Schipper           |
| 1980               | Gerrie Knetemann       | Henk Lubberding        | Michel Laurent         |
| 1981               | Stefan Mutter          | Graham Jones           | Marcel Tinazzi         |
| 1982               | Michel Laurent         | Greg LeMond            | Raniero Gradi          |
| 1983               | Gerrie Knetemann       | Joop Zoetemelk         | Steven Rooks           |
| 1984               | Jean-Claude Bagot      | Stephen Roche          | Stefan Mutter          |
| 1985               | Phil Anderson          | Éric Caritoux          | Stephen Roche          |
| 1986               | Jean-François Bernard  | Joël Pelier            | Jean-Marie Grezet      |
| 1987               | Gerrit Solleveld       | Eric Van Lancker       | Francesco Moser        |
| 1988               | Jan Nevens             | Charly Mottet          | Luc Leblanc            |
| 1989               | Tony Rominger          | Luc Roosen             | Roland Le Clerc        |
| 1990               | Gérard Rué             | Tony Rominger          | Vjačeslav Ekimov       |
| 1991               | Phil Anderson          | Tony Rominger          | Julián Gorospe         |
| 1992               | Rolf Gölz              | Ronan Pensec           | Laurent Madouas        |
| 1993               | Charly Mottet          | Heinz Imboden          | Pascal Lance           |
| 1994               | Davide Cassani         | Evgenij Berzin         | Laurent Brochard       |
| 1995               | Gianni Bugno           | Roberto Petito         | Davide Rebellin        |
| 1996               | Frank Vandenbroucke    | Fabio Baldato          | Wladimir Belli         |
| 1997               | Emmanuel Magnien       | Michele Bartoli        | Francesco Frattini     |
| 1998               | Rodolfo Massi          | Bo Hamburger           | Richard Virenque       |
| 1999               | Davide Rebellin        | Michael Boogerd        | Wladimir Belli         |
| 2000               | Laurent Jalabert       | Bobby Julich           | Jonathan Vaughters     |
| 2001               | Davide Rebellin        | David Moncoutié        | Laurent Brochard       |
| 2002               | Michele Bartoli        | Paolo Tiralongo        | Michael Boogerd        |
| 2003               | Paolo Bettini          | Laurent Brochard       | Sylvain Chavanel       |
| 2004               | Jörg Jaksche           | Ivan Basso             | Jens Voigt             |
| 2005               | Jens Voigt             | Fränk Schleck          | Franco Pellizotti      |
| 2006               | Cyril Dessel           | Aleksandr Bočarov      | Pietro Caucchioli      |
| 2007               | José Iván Gutiérrez    | Ricardo Serrano        | Vladimir Efimkin       |
| 2008               | Aleksandr Bočarov      | David Moncoutié        | Michael Albasini       |
| 2009               | Luis León Sánchez      | Jussi Veikkanen        | Daniel Martin          |
| 2010               | Rinaldo Nocentini      | Maksim Iglinskij       | Johnny Hoogerland      |
| 2011               | David Moncoutié        | Jean-Christophe Péraud | Wout Poels             |
| 2012               | Jonathan Tiernan-Locke | Michel Kreder          | Daniel Navarro         |
| 2013               | Thomas Löfkvist        | Jean-Christophe Péraud | Francesco Reda         |
| 2014               | Steve Cummings         | Jean-Christophe Péraud | Riccardo Zoidl         |
| 2015               | annullato              | annullato              | annullato              |
| La Méditerranéenne |                        |                        |                        |
| 2016               | Andrij Hrivko          | Matthieu Ladagnous     | Jan Bakelants          |
| 2017               | annullato              | annullato              | annullato              |